# うちはサスケ
うちはサスケは、岸本斉史作の漫画作品およびそれを原作としたアニメ『NARUTO -ナルト-』に登場する架空の人物。アニメでの声優は杉山紀彰、東山奈央（乳・幼児期）。ミュージカルでの俳優は町田慎吾（2006年版）、佐藤流司（2015年版 - ）、櫻井圭登（2016年ワールドツアー）。歌舞伎での俳優は中村隼人。

## プロフィール
- 忍者登録番号：012606
- 誕生日：7月23日
- 星座：しし座
- 血液型：AB型
- 身長：150.8cm (12歳時) →153cm（13歳時）→168cm（16・17歳時）→182cm（19歳以降）
- 体重：42.2kg (12歳時) →43kg（13歳時）→52.2kg（16・17歳時）
- 性格：クール、強がり
- 好きな食べ物：おむすび（おかか）、トマト
- 嫌いな食べ物：納豆、甘いもの
- 戦ってみたい相手：木ノ葉隠れ上層部
- 好きな言葉：力
- 趣味：修行、散歩

## 人物
主人公・うずまきナルトの親友にして、宿敵ともいえるほどのライバル。三大瞳術の一つであり、一族特有の瞳術である写輪眼を受け継ぐ木ノ葉で最も強い伝説の「うちは一族」の末裔。後に大筒木インドラの転生者であることを六道仙人から知らされることになる。
眉目秀麗な容姿をした黒髪の少年。一人称は「オレ」。幼少期は「僕」。名前は三代目火影・猿飛ヒルゼンの父親である「猿飛サスケ」にあやかって付けられた。幼い頃、実兄うちはイタチの手で一族を皆殺しにされた。自らのすべてを奪った兄を葬ることを使命として、自分の命をも賭す覚悟をし自ら「復讐者」と名乗っている。
クールで忍の才にも長けており天才ルーキーと言われていたため同期忍のサクラやいのから好意を持たれており、忍者アカデミーのくノ一からとても人気があった（初対面時、テンテンも彼を「可愛い」と評しており、テマリも「結構いい男」と評していた）。香燐がサスケに好意をもったのは見た目や能力ではなく、中忍試験にてサスケに助けてもらったからであり、唯一サスケを好きになった理由が描かれた女キャラクターである。
里を抜ける以前（第一部）は木ノ葉隠れの里の下忍で、カカシ率いる第七班所属であった。当初は仲間との馴れ合いを嫌う一匹狼で、悪態をつきながらもナルトや春野サクラと心を通わせ、仲間意識を育んでいくが、イタチへの復讐のため、そしてナルトへの敵愾心のために彼らと決別した。以降、復讐の念の増長もあり、彼の人格自体に深い影を落とし、非情な一面が強くなる。
幼少の頃より、兄であるイタチに満足に構ってもらえないことや、父親のフガクに気にかけてもらえないことに不満を抱くなど悩みがちな日々を送っていた。それが原因で忍者アカデミーにおいても周囲に馴染めず、ナルト同様孤立していた模様。
兄への強固な復讐心を糧に復讐を果たすものの、後にイタチが行ってきた行動のすべてが、サスケのため木ノ葉のためを思っての行動であることを知らされ、兄を手にかけたことを深く後悔することになる。そして深い悲しみと憎しみを増長させた結果、一族を追い込んだ木ノ葉上層部と木ノ葉のすべての人間に復讐の矛先を向けるようになってしまった。
暁への参戦以降は、冷酷残忍なサスケに陶酔していた香燐でさえ恐怖するほどの禍々しいチャクラを放っている。暁への加担、雲隠れのキラービーの襲撃と捕獲、さらにはダンゾウの抹殺のみを目的とした鉄の国の五影会談への強襲などを起こす。さらには、仲間であっても復讐の邪魔になるようなら笑いながら葬ろうとした。木ノ葉のかつての同期生や第7班（ナルトを除く）のメンバーも止むを得ないとの考えに至り、木ノ葉の忍の手で始末することを決意。一方、サスケと直接対峙したナルトも、自らの手で決着をつけ助け出す事をカカシやサクラの前で宣言する。だが、イタチの真実や里の大切さを知ったことで多少なりとも正気を取り戻し、対決前に共闘をすることになる。
万華鏡写輪眼が開眼してからは、その使用による反動で視力が徐々に低下していたが、後にイタチの目が代わりに移植されることになった。また、五大国それぞれの抜け忍などとの戦闘から五大国すべてに因縁があり、その戦歴は五影にも知れ渡っている。
箸・鉛筆の仕様手、手裏剣ホルスターの位置、二部以降使用している刀の持ち手等から考えるに右利きである。過去回想にてナルトと和解の印をする際に「利き手を出して」というセリフが入ったため左利きと思われているがおそらくそのセリフがミスである（左利きのシーンが一つもないため）。

## 経歴

### 第一部
幼少の頃から天賦の才能を持ち、それゆえ実力はもちろん、アカデミー時代はくノ一クラスの女子人気もトップで、卒業後も優秀で居続けている。家族を亡くした天涯孤独な境遇にもかかわらず、不器用なナルトとは異なり、天性の優秀さで様々な人物を惹きつけ、常に大勢の人間に囲まれていた。しかし、本人は復讐のことしか頭にないため周囲に取り巻く人間たちには露ほどの興味も示しておらず、同じ班のサクラからの好意にもまったく関心がなかった。ナルトのことは邪魔と見なしているが、自身も家族を失った身ゆえに彼の孤独な境遇に対しては共感を示している。
忍者学校を首席で卒業し、またエリート家系の出身であったことから、初登場時はスリーマンセルを組んでいたナルトやサクラを足手纏いと決めつけていたが、彼らとの交流の中で徐々に心を開いてゆき、対等な仲間兼親友として認めていくことになる。
家族と一族を皆殺しにした兄のイタチを激しく憎悪しており、当初から「いずれ殺す」と公言していた。しかしその事件が起こる以前は、自分を遥かに超える天才であったイタチを心底から敬愛しておりよく懐いていた。
うちは一族の天才の例に漏れずサスケもまた写輪眼の継承者であり、それに目を付けた大蛇丸から、中忍試験の最中に「天の呪印」を刻まれてしまう。以降、チャクラを大量消費しようとすると、一時的にパワーアップする代わりに全身を呪印に侵食されてしまうというハンディを背負うことになる。
その中忍試験で大蛇丸と対峙した時、恐怖から足が竦んだり、巻物を差し出しての命乞いなどをしようとした自分をナルトに叱咤された事から始まり、中憑依体と化した我愛羅との戦いでは序盤こそ渡り合う事ができたものの途中から呪印の力に倒れてしまった自分に対し、最後まで諦めず我愛羅を撃破したナルトの急成長を見た事から、ナルトに対して劣等感を抱くようになる。
その後、再会したイタチに戦いを挑むもまったく相手にされず、昔から一向に縮まっていない自分と兄の実力差を痛感させられる。「千鳥」もあっさり破られ、深い絶望感で復讐を焦り始める。イタチの「月読」による昏睡状態から目覚めた後、病院の屋上でナルトに戦いを挑み「千鳥」と「螺旋丸」が激突しそうになるが、カカシによって止められる。その際に2人が貯水タンクに空けた穴の大きさで自分の力がナルトより劣っていたことを痛感し、さらに劣等感を強くする。
その日の夜、音の四人衆に大蛇丸の元への誘いを受ける。仲間の顔を思い浮かべ迷うが、力を遵奉するようになったため、里を抜け大蛇丸の下に行くことを決意、里を去る。ナルト、シカマル、チョウジ、ネジ、キバらの追跡を受け、最終的に終末の谷で呪印解放し龍人のような姿となり、ナルトと対峙する。当初は九尾の力を解放したナルトの動きに付いていけず、劣勢を強いられるが戦闘の最中、写輪眼が三つ巴に変化し動体視力が向上、彼の動きを見切り徐々に優勢になっていく。激闘の果てに千鳥と螺旋丸の激突の末、勝利を収める。その後、「万華鏡写輪眼を会得するためには最も親しい友を殺さなければならない」というイタチの言葉を思い出すが、結局ナルトを殺すという選択はせず、イタチに言われるままではなく、自らのやり方で復讐のための「力」を手に入れることを決意し、ナルトに傷を付けられた木ノ葉の額当てを残し大蛇丸の元へ向かう。

### 第二部
木ノ葉へ連れ戻しにアジトへ乗り込んできたナルト達と数年ぶりに再会したが、ヤマトを筆頭とする仮の第七班を圧倒し、全身から「千鳥」を出す「千鳥流し」や、大蛇丸と同じ草薙の剣を使いこなしたり、ナルトの体内に封印されている九尾を見つけるほどの瞳術を身につけていたりと、第一部の時より格段に成長して冷静沈着になっている。また、復讐への強い思いは九尾に「自分を上回る禍々しいチャクラの質」と評されるほどでもあった。大蛇丸とはあくまで互いを利用し合っているに過ぎないために敬愛の情など皆無で、薬師カブトからしばしば言葉遣いを注意されていた。また、大蛇丸に師事してからも戦う相手を殺すといったことは避けていた。
「自分の命と体を大蛇丸に差し出すことでイタチを葬れるのであれば構わない」と大蛇丸が転生の手段（器）として執着していることも甘受していたが、結果的には病に侵されていた大蛇丸が万全でなく、いよいよ転生の時期かというタイミングで叛旗を翻す。戦いの末に強引に転生の儀式を行った大蛇丸によって肉体を吸収されそうになるが、瞳術で術を跳ね返して逆に大蛇丸のすべてを乗っ取り、アジトを後にした。その後はイタチを探索・抹殺するための戦力として、自分と同じく大蛇丸の配下だった鬼灯水月、香燐、重吾の三名を勧誘し、フォーマンセル「蛇」を組織した。
早速手がかりである暁のメンバーの捜索を開始し、デイダラとトビに遭遇する。デイダラとは両者満身創痍の状態になるまで戦い打ち負かすが、ヤケを起こした彼の自爆から逃れる際に重傷を負う。傷を癒した後はイタチと再会し、激しい戦いを繰り広げる中で大蛇丸による「天の呪印」からイタチによって開放される形となり、最後は自ら編み出した雷遁「麒麟」を発動するが、イタチの「須佐能乎」により無効化され、絶体絶命の危機を迎える。しかし、イタチが勝利を目前にして力尽きたことにより兄弟対決は終焉を迎える。直後、うちはマダラを名乗る仮面の男により保護され、自分の目にイタチが彼を殺すために「天照」を封印していたことから、イタチにまつわる真実を仮面の男から聞かされて兄の尊さを実感したが、同時に彼を死なせてしまった後悔や深い悲しみと共に木ノ葉への憎悪を増長させ、両眼に万華鏡写輪眼を開眼した。
「蛇」を脱した後は「鷹」として行動し、イタチやうちは一族のために木ノ葉隠れへの復讐を決意、その中で共に行動している「暁」との取引で八尾の人柱力であるキラービーとの戦闘になり、圧倒的な力を見せる八尾の攻撃により一時的に瀕死の状態となるが、仲間の助けと万華鏡写輪眼に宿った瞳術「天照」により辛くも自身の勝利に終わった。
その戦いでの傷を癒した後は「鷹」のメンバーを引き連れて木ノ葉へと向かう。しかし、その途中で仮面の男に遭遇し、自分が捕まえた八尾が偽者だったことを知らされ、さらにはペインによって木ノ葉隠れが壊滅状態に陥ったことも知ると、新たな火影が復讐の対象であるダンゾウに決まったことや、間もなく五影達が緊急会議を開くという事を仮面の男から知らされ、その現場でダンゾウを討ち取るという意思を示してゼツの案内で会議の会場へと向かう。その後は会場となった鉄の国でダンゾウの姿を確認するが、ゼツと仮面の男により自身の侵入を五影達に知られて鉄の国の侍達と交戦し、この戦いでは「相手を殺さない」というやり方でいたかつての自分とは違い、自分に向かってきた侍達を皆殺しにしたために鷹のメンバーは驚きと戸惑いを見せていた。その後、駆けつけた雷影や風影となった我愛羅達五影と激闘を繰り広げ、新たな力である「須佐能乎」を発動し優位に立つものの、激しいチャクラの消費と須佐能乎によるリスクで次第に追い詰められてしまう。しかし、危機一髪の所で仮面の男に助けられ、体力回復のために香燐と共に仮面の男の異空間へ放り込まれる。
回復を終えて仮面の男の手引きでダンゾウとの対決に臨むと、うちは一族でも禁術とされている「イザナギ」でいかなる決定打も無効化するダンゾウに苦戦するが、発動時間の制限という弱点を突いて攻撃を当てることに成功し、香燐を人質に取られても躊躇することなく、彼女ごと攻撃を与えて勝利する。その後、動けなくなった香燐を見限って始末しようとした所をサクラの介入で一旦は留まり、直後に隙を見せたサクラをも殺そうとするが、カカシが乱入したことで阻止される。カカシの説得を一蹴すると共にこれを拒絶し、交戦へ突入して万華鏡写輪眼を使い、一瞬で「須佐能乎」を発動させるが、酷使によって視力を殆ど失ってしまい「須佐能乎」も使えなくなってしまう。カカシを相手に優位に戦い攻めてきたサクラを再び殺そうとするが、ナルトの介入によって失敗し、その後はナルトと一触即発状態に陥ってナルトの抱いている思いを聞くことになり、仮面の男やゼツの迎えにより一旦は退くことになるが、木ノ葉への復讐の前にかつての親友であるナルトと決着を付けることを決めて戦いに備えるために仮面の男にイタチの眼を自身に移植してもらい、「永遠の」万華鏡写輪眼を得る。
眼の移植後はトビのアジトにて眼を慣らすために休息していたが、第四次忍界大戦の2日目に自らの監視を担っていた白ゼツを始末し、行動を起こす。その後は「穢土転生」で蘇生されたイタチと偶然再会し、真実を問い質すために追跡してその先で遭遇したカブトの戦いで共闘するが、「穢土転生」停止後は消えゆくイタチからすべての真実を知らされると、木ノ葉への憎悪の感情を強めながらも同時に「イタチがそこまでして里を護ろうとした理由が知りたい」と冷静に考えるようになる。その後、合流した水月と重吾から渡された巻物を見て知りたいことを知る人物に会う方法を実行するために解邪法印を行って復活させた大蛇丸に「誰かに利用されるのではなく、己の道は俺自身で決める」と宣言し、それを受けた大蛇丸の導きで重吾や水月共々木ノ葉隠れの里へ向かった。
木ノ葉隠れの里の南賀ノ神社の地下で大蛇丸によって「穢土転生」された火影達と対面し、初代火影である千手柱間に「里とは、忍とは何か」と問うが、柱間より木ノ葉創設期の話を聞かされて里と忍の在り方を知り、その意志を受け継いで自分なりに里を守ろうとしたイタチの思いに触れ、すべての憎しみを受けながらも火の国と木ノ葉の里を守る彼こそが本当の火影だったと悟る。その後、それらを熟考した結果としてイタチの生き様を守る為に里を守るという選択を選び、その遺志を無に変える「月の眼計画」を掲げるマダラへの敵対を決意し、柱間達と共に決戦の場へ赴いてナルト達同期と合流した途端に「俺が火影になる」と宣言した。その後はナルトやサクラとの連携で十尾と戦い、最終的にはナルトと共にオビトに打ち勝つ。その後、マダラを倒す為にマダラの所に行く決心をし、柱間からすべてのチャクラを受け取ってマダラの元へ向かうが、彼の「輪墓・辺獄」により動きを封じられ、奪われた草薙の剣で胸を貫かれて瀕死の重傷を負わされる。
その後は自身の精神世界にて六道仙人こと大筒木ハゴロモと出会い、そこで自身が彼の二人の息子の兄の方である大筒木インドラの転生者であることを知る。ハゴロモからの「この戦争の果てに何を望む」という問いに対して「イタチが自身を生かしたことで憎しみを分散させてしまった失敗から学び、本当の一人となり自身が瞳力を駆使して忍界の闇（憎しみ）をすべて一人だけで引き受ける火影になる」と答え、マダラを止めるために六道仙人の力を授かって左目に輪廻眼を開眼させた。そして「イザナミ」の無限ループから解放されたカブトの医療忍術と柱間細胞によって見事に生還する。その後、自分と同じ六道の力を得たナルトと共に十尾の人柱力となったマダラや彼を触媒に復活した大筒木カグヤに立ち向かい、最初は苦戦を強いられながらも最終的にはナルトと共にカグヤを封印することに成功した。
だが程無くして、「現五影と尾獣を抹殺し、闇を抱える忍界のすべてを壊して一から作り直すことで革命を図る」と言い放ち、「陰」の九喇嘛を除く尾獣を幻術にかけ「地爆天星」で捕縛し、自身の目指す火影として「本当の一人」となるために「自分にとって最も親しい友」のままでいるナルトを抹殺すべく再び「終末の谷」で決闘を行う。その直前にサクラが制止しようとしたが、かつてと同じように彼女の想いを拒絶し、幻術で気絶させた。決闘の最中、互いに無尽蔵に近いチャクラをほぼすべて使い果たすほどの文字通り天地を揺るがす壮絶な一騎討ちの末、「千鳥」に「炎遁・加具土命」を込めた「建御雷神」とナルトの「陰」の九喇痲の残りすべてのチャクラを込めた「螺旋丸」との激突で左手を喪失する重傷を負う。なおも戦意を保っていたが、同様に右手を失いながらも親友として自身を気にかけるナルトの思いを痛感し、心が折れたこともあり自身の敗北を認め、紆余曲折を得て和解した。そこへたどり着いたサクラにはこれまで行った仕打ちに対し謝罪し、自身の憎しみに終止符を打った。終戦後、「無限月読」を解除した功績と第四次忍界大戦終結の功労者となったナルトや六代目火影に就任したカカシの嘆願もあって、恩赦が認められた（『疾風伝』では戦争終結後に服役している描写が成された。その後は原作通りに恩赦が認められた）。終戦から1年後には贖罪の旅に出かける様子が描かれており、ナルトからかつて自分が残して行った傷を付けられた木ノ葉の額当てを返却され、ナルトが望む本当の勝負をする時まで預かることにし旅に出た。大筒木トネリによる月落下の際には不在のナルトに代わり里を守るべく密かに舞い戻り、欠片破砕作業をしていたカカシたちを救った。
外伝『七代目火影と緋色の花つ月』では、カグヤの痕跡を追って旅をしており、十数年間一度も家に帰っておらず（里に帰ってきてはいるがナルトに任務報告をしたらすぐにまた里外任務に行くため）父のことを聞いてもはぐらかされるばかりの母サクラに落胆した娘サラダ、が家出したことでその家出先でサラダが生まれて初めて娘と対面した。そのため初めは娘の顔も分からなかった。親子間のトラブルを抱えながらうちはシンと対峙する事態に発展するものの、「お前がいるから家族は繋がっている」と諭し、共に事件を終息させた。しかしながらその後もサスケの帰宅描写はなく、常に里外任務に出続けている。

### BORUTO
贖罪のため、ナルトの夢を叶えるため（ナルトと里を影から支えるため）基本的に常時里外任務についており滅多に里には帰ってこない生活をしている。異空間にあった大筒木カグヤの遺跡にて大筒木モモシキ・キンシキと遭遇し、入手した巻物を持って離脱する。調査報告のため里に帰っていた所をボルトから弟子入りを請われ、紆余曲折ありながらも承諾し中忍選抜試験まで修業をつけた。その中で目先の物事に囚われがちなボルトに対し遠回しに説教をしていたが彼には理解されず、モモシキが試験に乱入しナルトが拉致された後には厳しい言葉を浴びせつつも、ナルト同様の「ウスラトンカチ」として認め、モモシキとの戦いの場に彼を連れて行った。
モモシキ戦後は大筒木の次なる動向に警戒しつつも、ボルトの右掌に現れた「楔」の印を含め調査を続けていた。アニメではその後大筒木ウラシキの情報を手にして一尾の守鶴を守るべく我愛羅と共に交戦したが、チャクラを奪われてしまい時空間忍術で飛ばされてしまう。チャクラが回復すると自身の時空間忍術で脱出し、ウラシキに追い詰められたボルトとシンキを助けた。ウラシキが再度襲撃した際はボルトの考えを聞いてウラシキの元に向かいそこで宝具であるカラスキによってボルトと共にサスケが里を出た直後の過去へと飛ばされる。ウラシキの目的がまだ実力の低いナルトから九尾のチャクラを奪う事だと知ると過去のナルトや自来也と共闘して戦うがチャクラが回復しきっておらず捨て身で時間を稼いだ後川に落ちて気絶する。そこへ過去のサクラが駆けつけ彼女の医療忍術によって復活し、再度ボルト達と共にウラシキと交戦し、自来也と共に隙を作った。その後過去の人物達の記憶を消して元の時代へ戻った（ウラシキの話はNARUTO20周年企画として発案原作者による記念アニオリにおける話である）。
調査を続けた結果大筒木の遺跡にたどり着き、さらには「殻」のジゲンや十尾を発見する。ジゲンが木の葉の里を襲撃し、異空間でナルトと戦っている所に加勢し善戦するも敗れ、時空間忍術で逃亡しサクラの治療を受ける。ジゲンの体を使って復活した大筒木イッシキが襲撃した際にはボルトにイッシキと戦うための作戦と、師匠として弟子のボルトがモモシキになった際は助ける覚悟を伝え、ボルトに自身の額当てを渡した。ボルトによってイッシキを異空間へ飛ばす事に成功するとそのままナルトと共に戦うがジゲンの時よりも圧倒的な力で追い詰められる。ナルトと分断されるとイッシキのもう一つの目的であるボルトを守るべく奮闘し、重粒子モードになったナルトに救われる。イッシキを倒した直後ボルトの意識を乗っ取ったモモシキの不意打ちにより輪廻眼を失うも、師匠としてカワキと共に戦う。自分達の術を吸収しない事からチャクラが回復するとボルトの意識が戻る事に気づくも、消える螺旋丸を喰らいやられてしまうが、カワキによってボルトの意識が戻った事で助かり、ボルトの時空間忍術で里へ戻った。カワキがナルト達を襲撃し封印したことを知ると、カワキから命を狙われているボルトの元へ駆けつけるが、モモシキの妨害もあってカワキを逃してしまう。その後はカワキを探していたが、エイダの「全能」によって記憶を書き換えられ、ボルトとカワキの認識が逆になってしまう。それによってボルトを殺そうとするも「全能」が効かない娘のサラダから止められる。最初はそれを聞き入れず困惑しながらもボルトを追いかけようとしたが、サラダが万華鏡写輪眼を開眼したことにより異変を感じとりボルトを救出。自分が感じていた違和感もあって「自分の記憶を疑ってでも娘を信じる」ことを決め、ボルトと共に里を抜ける。里抜け後は、ボルトに対しボルトなのかカワキなのか何者なのかはどうでもいい、なぜならば昔道を外れた自身を正してくれたナルトと同じ目をしているからだと述べ、ナルトへの全信頼を見せている。

## 戦闘方法
忍者学校を首席で卒業し、下忍になった時点で基本的な術を使いこなせ、中忍レベルの術も使いこなすことができた。しかし、体術に関しては「眼で見切ることができても、身体が対応不可能」だとリーから指摘され、中忍選抜試験前の修行ではひたすら体術の修業に明け暮れ、驚異的な素早さを手に入れる。
性質変化は「火」と「雷」。忍者学校時代に父フガクから「火遁・豪火球の術」を教わり、中忍試験本戦前には、カカシから「千鳥」を伝授される。後に火遁と雷遁を組み合わせることで発動する一撃必殺の術「麒麟」を完成させる。木ノ葉を離れ大蛇丸に師事してからは、「口寄せの術」で大蛇を口寄せできるようになった他、大蛇丸の草薙の剣を受け継ぎ、剣術とそれに関した術を身につける。また、万華鏡写輪眼開眼後は鷹も口寄せできるようになっている。後にカブトに柱間細胞を移植され輪廻眼を開眼させた影響なのか、「火」と「雷」以外にも「風」「土」「水」「陰」の「陽」を除くすべての性質変化に目覚めている。
第四次忍界大戦により隻腕になったが、片手で印を結ぶ技を編み出して補っている。さらには水遁と風遁を併用した擬似的な氷遁を扱い、強敵相手にも優位に立ち回るなどハンデを感じさせない実力を見せている。
チャクラに関しては、下忍時代から並以上の量を持っていたが、対戦中に使い切って窮地に追い込まれる場面が散見された（我愛羅戦、イタチ戦など）。だが、後にイタチの眼を移植して以降はそういった描写はなく、カブトに生命措置として柱間細胞を埋め込まれ、ハゴロモから「陰」のチャクラを授かってからは、ナルトに匹敵するほど増大する。一方の質については、第一部の時点でカブトを驚愕させるほどであり、第二部で再登場した際は九尾・九喇嘛から「ワシ以上に禍々しい」と評され、五影会談時に香燐に「以前とは別人のように黒く冷たい」と言わしめるなど、作中屈指の高次元さを有している。
上記のように忍としての戦闘能力は高いが、うちは一族滅亡後から他人を寄せ付けず閉鎖的な半生を送ってきた影響で口下手になっており、物事をわかりやすく伝えることを苦手としている。本人も一応自覚している。かつてはサスケに盲目的であったサクラですら、結婚後はサスケの余りのコミュニケーション能力の低さに表情が曇るシーンがある。

### 千鳥
カカシが四代目火影の「螺旋丸」に影響を受けて考案し、後にサスケに伝授された雷遁系の忍術。片手に電撃を溜め、突進して対象を貫く。「チッ、チッ、チッ…」と鳥の鳴き声に似た独特の攻撃音を発するため、まるで千の鳥が地鳴きしているようであることから千鳥という名が付いた。またカカシの使用する千鳥は、第三次忍界大戦末期に敵の忍が放った大規模な雷遁を真っ二つにした経緯から「雷切」とも呼ばれている。作中では片手に電撃を溜め、肉体活性による高速移動を併用し相手に突進攻撃を行う。基本的かつ最も威力のある攻撃形態。
しかし、全力で加速し一点集中する「ただの突き」であるため、いくら雷遁の術と体術が優れていてもカウンターの格好の餌食となる欠点があり、それを補うだけのタイミングの見極めがあって初めて成立する術である。開発した当初のカカシもミナトにそれを指摘され術を封印していたが、後にオビトから譲られた写輪眼を自身に移植することで高い動体視力を獲得し、術として完成させた。以上のことから、この術の会得・使用は「ある程度熟達した写輪眼の保有者」に限定されている。
木ノ葉を抜けて大蛇丸のもとに身を寄せてからは、全身から威力を弱めた状態で雷遁を放出する「千鳥流し」、千本のように針状に形態変化させて放つ「千鳥千本」など、独自の応用術を編み出している。なお、当初より利き腕の左手で発動していたが、第四次忍界大戦終結間際のナルトとの決闘で左手を失ってからは、残った右手を使っている。

### 写輪眼

サスケの万華鏡写輪眼

サスケの「永遠の」万華鏡写輪眼

腕の口寄せ術式

兄であるイタチに一族を皆殺しにされた際に開眼し波の国で能力を発揮、相手の術を見切りコピーする術を身につけた。終末の谷にてナルトと戦っている最中に写輪眼の巴模様が3つに増え、相手の動きを見切る能力が向上し、呪印を解放せずとも九尾化初期状態のナルトの動きに対応し、体術で圧倒できるようになった。アニメ版のサスケ真伝では、目を合わせて相手の記憶を読みとる、起爆人間にかかっている瞳術を解除する等、その瞳力の汎用性の高さを見せた。

#### 万華鏡写輪眼
イタチとの戦いの後に開眼。文様は六芒星の形をしている。後にイタチの万華鏡写輪眼を移植することで「永遠の」万華鏡写輪眼を手に入れている。
左目に強力無比な黒炎を発生させる瞳術「天照」と、右目に黒炎を制御する「炎遁・加具土命」が覚醒し、第三の力「須佐能乎」をも身につけた。万華鏡写輪眼による幻術も頻繁に使用するが、その効力は「月読」を操るイタチの効力と比較すれば小さく短時間しか持たない。しかし、たとえ激しい戦闘の最中でも目さえあわせれば即座に対象に幻術を掛けてしまえる即効性こそが強みであり、事実ダンゾウとの戦いにおいてこれを有効利用し、勝利を収めている。「須佐能乎」は五影会談の雷影戦にて初めて発現。この時は肋骨の形状の物しか出せなかったが、その後、我愛羅達砂の三姉弟&ダルイ戦、ダンゾウ戦、カカシ戦、オビト戦、マダラ戦にて進化していき、さらにマダラ戦では「完成体須佐能乎」を顕現させた。また、ナルトとの共闘の際には、かつてマダラが九尾にそうしたように、ナルトの九尾チャクラに「須佐能乎」を被せた。

#### 輪廻眼
第四次忍界大戦終盤で、六道仙人の「陰」の力として左手に黒い三日月の形をした印を授かり、カブトに柱間細胞を移植されたことで左目に開眼した。大筒木一族やマダラが持つ通常の輪廻眼とは異なり、十尾やカグヤと同じ波紋模様に写輪眼の勾玉模様が加わったもの。これは輪廻写輪眼と呼ばれる、輪廻眼の本来の姿である。
固有の瞳術として、自身から一定範囲内の空間を瞬時に入れ替える術「天手力」を使える。この状態での「千鳥」は六道の陰の力により黒く変化しており、「天照」も通常通り使用できる。通常は視認できないマダラの「輪墓・辺獄」を目視できるほか、「完成体須佐能乎」は「無限月読」を無効化できる。また、一瞥するだけで尾獣を瞬時に縛り上げる、強力な幻術も使用可能になった。さらに、外道魔像の代わりの入れ物として、「完成体須佐能乎」に全尾獣のチャクラを中に入れ、一つに融合することで、インドラのような姿になる。「陰」の九喇痲からも「やっていることは逆だが六道仙人並」と評されている。この状態の力は地上の自然エネルギーを得たナルトと互角であり、自身最強の術である、強大な雷の矢を放つ「インドラの矢」を使用できる。しかし、万華鏡写輪眼同様に酷使しすぎると眼に痛みが走って勾玉模様が消え、瞳術も上手く使えなくなるなど、決してリスクがないわけではない。

### 剣術
第二部からは大蛇丸と同じ「草薙の剣」を有しており、随所で居合術・抜刀術を披露している。隻腕になってからも腕は衰えておらず、大筒木キンシキ相手に互角以上の立ち回りを見せた。

### 使用術一覧
（術の詳細についてはNARUTO -ナルト-#術を参照）
- 火遁
  - 豪火球の術
  - 鳳仙火の術
  - 龍火の術
  - 豪龍火の術
- 雷遁
  - 千鳥
    - 草薙の剣・千鳥刀
      - 豪火薙袖（JUMP ULTIMATE STARS）

    - 千鳥流し
    - 千鳥千本
    - 千鳥鋭槍
    - 千鳥光剣（劇場版）
    - 建御雷神

  - 麒麟
- 忍具
  - 影手裏剣の術
  - 操手裏剣の術
  - 操風車三ノ太刀
  - 風魔手裏剣・影風車
- 口寄せの術（大蛇と鷹を呼び出す）
  - 潜影多蛇手
  - 蛇睨呪縛
  - 雷光剣化
  - 鷹（ダンゾウ戦で初使用、背中に乗って飛行できる）
  - アオダ
- 体術
  - ハヤブサ落とし（激闘忍者大戦2、アニメオリジナル（第30話・第133話））
  - 影舞葉
  - 獅子連弾
- 写輪眼
  - 万華鏡写輪眼
    - 「永遠の」万華鏡写輪眼
    - 天照（※）
    - 炎遁・加具土命（※）
    - 炎遁・火雷（アニメオリジナル（疾風伝・第476話））（※）
    - 須佐能乎（※）
    - 幻術
- 輪廻眼
  - 天手力
  - 封術吸印
  - 地爆天星
    - 六道・地爆天星

  - 輪廻写輪眼
    - インドラの矢

- その他
  - 縄抜けの術
  - 分身の術
  - 影分身の術
  - ワイヤーアクション

※は万華鏡写輪眼の開眼時のみ使用可能

## 登場映画
主要人物でありながら、劇場版2作目の時点で抜け忍という立場のため、劇場版の出演本数は少ない（少年篇第2作・疾風伝第3作ではナルトの回想シーンで登場）。
劇場版 NARUTO -ナルト- 大活劇!雪姫忍法帖だってばよ!!
チャクラの鎧に苦戦するも鶴翼フブキを獅子連弾で破る。また、風花ドトウの鎧の水晶を千鳥で破壊し、ナルトの勝利に繋げる。
劇場版 NARUTO -ナルト- 疾風伝 絆
大蛇丸の命令である人物のもとへ向かう際にナルトと再会、成り行きで共闘することになる。
ROAD TO NINJA -NARUTO THE MOVIE-
「限定月読」における世界の存在として登場しており、本編のサスケとは異なり、里抜けをしておらず、女の子のナンパを楽しみとするチャラい青年となっている。
THE LAST -NARUTO THE MOVIE-
旅を続ける最中、木ノ葉の危機に駆けつけている。
BORUTO -NARUTO THE MOVIE-
ナルトの息子ボルトの弟子入りを受け、彼に教えを説く。